# Вајлдвуд (округ Бастроп, Тексас)
Вајлдвуд (енгл. Wyldwood) насељено је место без административног статуса у америчкој савезној држави Тексас.

## Демографија
По попису из 2010. године број становника је 2.505, што је 195 (8,4%) становника више него 2000. године.
| Група             | 2000.         | 2010.         |
| Белци             | 1.688 (73,1%) | 1.595 (63,7%) |
| Афроамериканци    | 193 (8,4%)    | 136 (5,4%)    |
| Азијати           | 17 (0,7%)     | 24 (1,0%)     |
| Хиспаноамериканци | 345 (14,9%)   | 689 (27,5%)   |
| Укупно            | 2.310         | 2.505         |